# Taifa Badajoz
De taifa Badajoz was een emiraat (taifa) in het zuidwesten van Portugal en Spanje. De taifa kende een onafhankelijke periode in 1145. De stad Badajoz (Arabisch: al-Batalyaws) was de hoofdplaats van de taifa. Badajoz is tegenwoordig de belangrijkste stad in de Spaanse regio Extremadura.

## Eerste taifa (1013-1094)
De taifa is ontstaan na de val van het kalifaat Córdoba in 1009. In 1013 werd de taifa gesticht door de hajib Sabur, de bevrijde slaaf van Al-Hakam II, kalief van Córdoba.
Almanzor I van Badajoz was de eerste emir van de Banu Aftas (of Banu Maslamah), een Berberfamilie uit Fahs al-Ballut in Al-Andalus. Na een korte onderbreking, door de verovering van de taifa door Sevilla (1027-1034), was de taifa wederom in handen gekomen van Almanzor I. Hij werd opgevolgd door Muzzaffar I. Na de moord op de laatstgenoemde brak er een opvolgingsstrijd los tussen Almanzor II en Umar ibn Mohammed al-Mutawakkil, die door de laatste gewonnen werd. Van 1080 tot 1082 was hij ook emir van Toledo
Op 23 oktober 1086 vocht al-Mutawakkil met Mohammed Ibn Abbad Al Mutamid, emir van Sevilla, aan de zijde van de Almoraviden onder Yusuf ibn Tashfin en generaal Sir ibn Abi Bakr ibn Tasfin, gouverneur van Meknes, tegen Alfons VI van Castilië in de Slag bij Zallaqa. De veldslag in Zallaqa, een plaats in de taifa Badajoz, werd een verpletterende overwinning voor de Almoraviden.
Mede doordat Yusuf ibn Tashfin zich omwille van de dood van zijn erfgenaam terugtrok naar Marokko, kon de overwinning niet uitgebuit worden. De taifas wilden hun onafhankelijkheid behouden en kozen de kant van Alfonso VI. Zo ook al-Mutawakkil, hij schonk in 1093 kastelen in Lissabon, Santarém en Sintra aan Alfonso VI. Sir ibn Abi Bakr ibn Tasfin veroverde Badajoz in 1094. Al-Mutawakkil werd gevangengezet en geëxecuteerd. Zijn zoon Almanzor III wist naar het kasteel Montánchez te ontsnappen.

## Tweede taifa (1144-1151)
Na het einde van de Almoraviden viel de taifa voor korte tijd aan Ibn Hisham, de taifa Santa María de Algarve en vanaf 1146 aan Sidrey ibn Wazir.

## Lijst van emirs
Banu Sabur (Saqaliba)
- Abu Mohammed Abdullah ibn Mohammed el Sabur al-Saqlabi: 1013-1022

Banu Aftas (Tujibiden)
- Abdullah ibn Mohammed ibn Maslamah ibn al-Aftas: 1022-1027
- Aan taifa Sevilla: 1027-1034
- Abdullah ibn Mohammed ibn Maslamah ibn al-Aftas: 1034-1045
- Abu Bakr Mohammed ibn Abdullah al-Muzzaffar: 1045-1067
- Yahya ibn Mohammed al-Mansur: 1067-1073/1079
- Umar ibn Mohammed al-Mutawakkil: 1073/1079-1094
- Al-Mansur III ibn Umar: 1094
- Aan Almoraviden uit Marokko: 1094-1144
- Ibn Hisham: 1144-1145
- Aan taifa Santa María de Algarve: 1145

Banu Wazir
- Abu Mohammed Siddray ibn Wazir: 1145-1146

Banu al-Hayyan
- Mohammed ibn al-Hayyan: 1146-1150
- Aan Almohaden uit Marokko: 1151-1169
- Aan Portugal: 1169-1170
- Aan Almohaden: 1170-1227
- Aan koninkrijk Castilië: 1227 (behalve het westelijk deel, dat kwam aan Portugal)